# Живые мертвецы
Живые мертвецы (англ. Living Dead) — зомби-франшиза, истоком которой послужил фильм 1968 года — «Ночь живых мертвецов» (англ. Night of the Living Dead), снятый Джорджем Ромеро и Джоном Руссо.
После первоначального успеха фильма, двое его создателей разделились из-за разногласий, касающихся направления, в котором должен был бы двигаться фильм, и контракт между ними был разорван. После чего фильмы Ромеро лишились префикса «Living», а Руссо, сохранив за собой право автора, оставил название «Living Dead».

## Фильмы серии Джорджа Ромеро
- «Ночь живых мертвецов» (1968, Ромеро и Руссо)
- «Рассвет мертвецов» (1978)
- «День мертвецов» (1985)
- «Земля мёртвых» (2005)
- «Дневники мертвецов» (2007)
- «Выживание мертвецов» (2009)

## Ремейки

### Ремейки оригинального фильма
- «Ночь живых мертвецов» (1990, Том Савини) — Ремейк фильма 1968 года.
- «Ночь живых мертвецов 3D» (2006, Джефф Бродстрит) — Ремейк «фильма 1968 года» (1968).
- «Ночь живых мертвецов: Начало» (2011, Джефф Бродстрит) — Является приквелом фильма «Ночь живых мертвецов 3D». Не путать с «Night of the Living Dead: Reanimated» (2009), который представляет собой анимационный фильм, пересказывающий историю оригинального фильма.
- «Мимесис.Ночь живых мертвецов» (2011) — Фильм рассказывает историю группы фанатов фильмов ужасов, которые стали участниками  «реальной» версии фильма 1968 года.
- «Ночь живых мертвецов» (2014) — Ремейк от Shattered Images Films и Cullen Park Productions в  с новыми сюжетными  поворотами и персонажами,
- «Ночь живых мертвецов: Начало» (2015, Зебедайя ДеСото и Кристиан Мадждик) — Анимационный фильм, пересказывающий события оригинальной картины, но в современном сеттинге.
- «Ночь живых мертвецов: Перерождение» (2020) — Обновленный взгляд на классический фильм, который проливает свет на существующие проблемы, влияющие на современное общество, такие как религиозный фанатизм, гомофобия и влияние социальных сетей.
- «Ночь анимационных мертвецов» (2021, Джейсон Аксинн) — Является анимационной  адаптацией оригинального фильма 1968 года

### Ремейк «Рассвета мертвецов»
- «Рассвет мертвецов» (2004, Зак Снайдер) — ремейк фильма 1978 года.

### Ремейки «Дня мертвецов»
- «День мертвецов» (2008, Стив Майнер) — ремейк фильма 1985 года.
- «День мертвецов: Злая кровь» (2018, Эктор Эрнандес) — ремейк фильма 1985 года.
- «День мертвецов» (2021, Стивен Костански) — телесериал SyFy, ремейк фильма 1985 года.

## Спин-оффы «Живых мертвецов» Дэна О’Бэннона и Джона Руссо
Существует две франшизы, в которых используется часть названия «Живые мертвецы». «Возвращение живых мертвецов» — роман, написанный в 1978 году Джоном Руссо. Позднее он был экранизирован в фильме Дэна О’Бэннона, который породил собственную серию фильмов. Эту серию можно рассматривать как спин-оффы «Ночи живых мертвецов», а не сиквелы, поскольку первый фильм рассматривает «Ночь живых мертвецов» как фильм, основанный на реальных событиях.
Бэннон полностью переписал сценарий Руссо, сохранив только название и значительно изменив «правила». Теперь зомби сосредоточены только на мозгах (в то время как зомби Ромеро поглощали любую часть живого человека), способны быстро перемещаться и общаться и могут воскресить любую умершую форму жизни, независимо от того, как давно произошла смерть.
- «Возвращение живых мертвецов» (1985, Дэн О’Бэннон)
- «Возвращение живых мертвецов 2» (1988, Кен Видерхорн)
- «Возвращение живых мертвецов 3» (1993, Брайан Юзна)
- «Возвращение живых мертвецов 4: Некрополис» (2005, Эллори Элкайем)
- «Возвращение живых мертвецов 5: Рэйв из могилы» (2005, Эллори Элкайем)

Затем, в 1998 году, Руссо вернулся к оригинальной «Ночь живых мертвецов», чтобы пересмотреть последовательность в фильме.
- «Ночь живых мертвецов: 30-летняя юбилейная версия» (1990, Руссо)
- «Дети живых мертвецов» (2001, Карен Вульф)

## Альтернативные сиквелы и приквелы
Есть другие фильмы, которые были выпущены в качестве сиквелов к различным фильмам серии Ромеро. Они были созданы благодаря различным недоразумениям и путанице с авторскими правами и правами владения фильмами. Сам Ромеро из своих первых четырёх фильмов владеет только фильмом «Рассвет мертвецов». Он позитивно относится к спин-оффам своих фильмов, заявляя, что любой новый фильм в жанре ужасов — это шаг вперёд, вне зависимости, оригинальный это фильм или «подражание».
Итальянская серия
- «Зомби 2» (также «Зомби», 1979, Лучо Фульчи) — альтернативный сиквел к оригинальному «Рассвету мертвецов», выпущенный в Италии.
- «Зомби 3» (также «Пожиратели плоти 2», 1988, Лучо Фульчи) — продолжение «Зомби 2».
- «Зомби 4: После смерти» (также «После смерти», 1988, Клаудио Фрагассо) — не имеет прямого отношения к серии. Приставку «Зомби 4» в название фильма добавили американские дистрибьюторы, откуда название перекочевало и в советский прокат.
- «Зомби 5: Птицы-убийцы» (1988, Клаудио Латанци) — также не имеет никакого отношения к серии. Приставка «Зомби 5» была добавлена для того, чтобы выпустить данный фильм на DVD-диске с фильмами серии «Зомби».

Другие фильмы

«День мертвецов 2: Эпидемия» (2005, Ана Клавелл и Джеймс Дудельсон) — неофициальный приквел к фильму Ромеро «День мертвецов». Несмотря на то, что Taurus Entertainment Company обладает авторским правом на оригинальный фильм, День мертвецов 2 не имеет никаких фактических связей с оригинальным фильмом. Taurus Entertainment Company объявила о планах продюсировать сиквел с рабочим названием «День мёртвых: Эпидемия», который станет третьей частью серии.

## Пародии
- «Ночь живых хлебцов» (1990, Кевин С. О’Брайэн)
- «Ночь дня рассвета сына невесты возвращения мести ужаса атаки злобных мутировавших чужих плотоядных восставших из ада зомбированных живых мертвецов. Часть 2: в шокирующем 2-D формате» (1991, Ллойд Кауфман)
- «Ночь живых придурков» (2004, Матиас Динтер)
- «Атака куриных зомби» (2006, Ллойд Кауфман)
- «Ночь любящих мертвецов» (2012, Джон Киньон)

## Дань уважения
- «Зомби по имени Шон» (2004, Эдгар Райт)
- «Зомби по имени Фидо» (2006, Эндрю Карри)
- «Адская вечеринка» (2008, Грегг Бишоп)
- «Зона мёртвых» (2009, Милан Конжевич и Милан Тодорович)

## Документальные
Существуют документальные фильмы, посвящённые «Живым мертвецам»: Document of the Dead (1985), 100 Years of Horror: Zombies (1996), Fan of the Dead (2003), Ночь живых мертвецов: Хроники уцелевших (2005), One for the Fire: The Legacy of 'Night of the Living Dead' (2008), Autopsy of the Dead (2009), Cinemall (2011), Больше мозгов! Возвращение живых мертвецов (2011), Birth of the Living Dead (2012), Year of the Living Dead (2013), Зомби в массовой культуре (2014).

## Живые мертвецы в других медиа
Помимо фильмов вышли книги, комиксы и компьютерные игры по Вселенной Живых мертвецов.

### Книги
- Ночь живых мертвецов (1974), Джон А. Руссо. Новеллизация первого фильма.
- Возвращение живых мертвецов (1978), Джон А. Руссо. Продолжение «Ночи живых мертвецов», с небольшим сходством с одноимёнными фильмами.
- Рассвет мёртвых (1978), Джордж А. Ромеро и Сюзанна Спарроу. Новеллизация второго фильма.
- Возвращение живых мертвецов (1985), Джона А. Руссо - новеллизация одноименного фильма.
- Книга мёртвых (1989)  Книга мёртвых 2 (1992). Антологии, составленные рядом авторов, в первую очередь Стивеном Кингом.
- Ночь живых мертвецов (2009), Кристофер Эндрюс. Новеллизация первого фильма, не разрешенная Ромеро или Руссо.
- Ночь живых мертвецов (2016) Шон Эбли. На данный момент новейшая новелизация фильма.
- Ночи живых мертвецов (2017), отредактированная Джорджем Ромеро и Джонатаном Мэйбери. Эта книга, как и книга мертвых, представляет собой антологию рассказов от разных авторов. События книги происходят во время "ночи живых мертвецов" из оригинального фильма 68 года.
- Эпидемия живых мертвецов (2018) Джон Руссо
- Порождения живых мертвецов (2019) Джон Руссо
- Живые мертвецы (2020) Джордж Ромеро.  Эту книгу Ромеро писал перед своей смертью в 2017 году после смерти Ромеро, книгу завершил Даниэль Краус.

Toe Tags, также известная как «Смерть Смерти», представляет собой шестисерийный комиксов, опубликованный с декабря 2004 по май 2005 года DC Comics. Основан на неиспользуемом сценарии Ромеро. Художниками серии выступили Томми Кастильо и Родни Рамос, с обложками Берни Райтсона.
Серия Побег Живых Мертвецов включает в себя 5 серий комиксов.
- Escape of the Living Dead — мини-комикс из пяти выпусков, первоначально опубликованный с сентября 2005 года по март 2006 года «Avatar Press» и написанный Джоном А. Руссо в качестве продолжения «Ночи живых мертвецов».
- Escape of the Living Dead: Fearbook — комикс-книга, опубликованная в августе 2006 года Avatar Press и написанная Майком Вольфером, являющаяся продолжением Escape of the Living Dead.
- Escape of Living Dead: Airborne — трёхсерийная мини-серия комиксов, опубликованная с сентября 2006 года по ноябрь 2006 года Avatar Press и написанная Джоном А. Руссо и Майком Вольфером и являющаяся продолжением Escape of the Living Dead.
- Escape of Living Dead Annual # 1- комикс, опубликованный в марте 2007 года Avatar Press и написанный Майком Вольфером. Является продолжением Escape of Living Dead.
- Escape of Living Dead: Resurrected — это сборник всей серии, опубликованный в январе 2008 года Avatar Press. Содержит все десять выпусков.

Дорога мертвецов шоссе в ад ( IDW Publishing ), комикс  2019 года является  приквелом к  так и не вышедшему на данный момент фильму « Дорога мертвецов»
The Rise(Heavy Metal), комикс-приквел 2021 года к фильму «Ночь живых мертвецов», написанный сыном Джорджа Ромеро, рассказывающий  историю происхождения зомби. Первоначально проект задумывался как фильм,  под названием Ночь живых мертвецов:происхождение , а затем переименован в Восстание живых мертвецов. Действие комикса разворачивается в разгар холодной войны и изображает военного ученого, ищущего способ поддержать человеческую жизнь в случае ядерной катастрофы. Ромеро в конечном итоге свернул проект и превратил его в комикс под названием The Rise, чтобы избежать потенциального вмешательства студии и споров.
Серия Ночь живых мертвецов
- Night of the Living Dead (2010 Джон Руссо)
- Night of the Living Dead: Prelude
- Night of the Living Dead (1991 Том Скулан)
- Night of the Living Dead  (1994 Ноэль Ханнан)
- Night of the Living Dead 2011 Annual
- Night of the Living Dead Annual #1
- Night of the Living Dead: Back From the Grave
- Night of the Living Dead: The Beginning #1
- Night of the Living Dead Holiday Special #1
- Night of the Living Dead: Just a Girl
- Night of the Living Dead: New York
- Night of the Living Dead: Death Valley
- Night of the living dead: London
- Night of the Living Dead: Hunger
- Night of the Living Dead: Barbara's Zombie Chronicles
- Night of the Living Dead: Aftermath

##### Empire of the Dead
Империя Мёртвых это комикс написанный Джордом Ромеро и изданный Marvel Comics. Комикс состоит из трёх актов по пять выпусков в каждом. В отличие от фильмов в сюжете комикса фигурируют ещё и вампиры.
Ходячие мертвецы-

### Игры
- Land of the Dead: Road to Fiddler's Green — шутер от первого лица, основанный на фильме ужасов Джорджа А. Ромеро «Земля мертвецов».
- Серия Dead Rising
- В игре INTO THE DEAD 2 проходило событие «Ночь живых мертвецов», посвященное 50-летию франшизы «Живые мертвецы». Событие является приквелом к фильму 1968 года
- No More Room in Hell — survival-horror от первого лица. Название игры отсылается к слогану фильма «Рассвет мертвецов», карта «nms notld» копирует дом из фильма «Ночь живых мертвецов», а зомби из игры во многом напоминают своих собратьев из «живых мертвецов»